# Мурджилешть
Мурджилешть, Мурджилешті (рум. Murgilești) — село у повіті Горж в Румунії. Входить до складу комуни Веджулешть.
Село розташоване на відстані 240 км на захід від Бухареста, 34 км на південний захід від Тиргу-Жіу, 74 км на північний захід від Крайови.

## Населення
За даними перепису населення 2002 року у селі проживали 435 осіб, усі — румуни. Усі жителі села рідною мовою назвали румунську.